# 부산 오픈 국제 남자 챌린저 테니스 대회
부산 오픈 국제 남자 챌린저 테니스 대회는 매년 대한민국 부산에서 개최되는 프로 테니스 대회이다. 2003년 처음 시작되었으며, 코트 종류는 하드 코트이다. 대회 분류상 ATP 챌린저 투어에 속하는 이 대회의 경기 장소는 부산시 금정 테니스 경기장이다.

## 역대 결승

### 단식
| 연도 | 우승          | 준우승                     | 스코어           |
| ---- | ------------- | -------------------------- | ---------------- |
| 2015 | 정현          | 루카스 라코                | 6–3, 6–1         |
| 2014 | 소에다 고     | 지미 왕                    | 6–3, 7–6(7–5)    |
| 2013 | 두디 셀라     | 알렉스 보고몰로브 주니오르 | 6–1, 6–4         |
| 2012 | 이토 타츠마   | 존 밀멘                    | 6–4, 6–3         |
| 2011 | 두디 셀라     | 이토 타츠마                | 6–2, 6–7(5), 6–3 |
| 2010 | 임용규        | 루옌쉰                     | 6–1, 6–4         |
| 2009 | 다나이 우돔촉 | 블라즈 카프치치            | 6–2, 6–2         |
| 2008 | 소에다 고     | 루옌쉰                     | 6–0, 0–0 기권    |
| 2007 | 왕예추        | 얀 바첵                    | 6–3, 6–2         |
| 2006 | 이형택        | 다나이 우돔촉              | 6–3, 6–2         |
| 2005 | 다나이 우돔촉 | 폴 골드스타인              | 7–6(6), 6–1      |
| 2004 | 알렉산더 페야 | 루옌쉰                     | 6–3, 5–7, 6–3    |
| 2003 | 김영준        | 이와미 타스쿠              | 6–4, 4–1 기권    |

### 복식
| 연도 | 우승                            | 준우승                        | 스코어              |
| ---- | ------------------------------- | ----------------------------- | ------------------- |
| 2009 | 산차이 라띠왓 손찻 라띠왓       | 이와미 타스쿠 마츠이 토시히데 | 6–4, 6–2            |
| 2008 | 릭 더 부스트 루카시 쿠봇        | 아담 피니 라미즈 유나이드     | 6–3, 6–3            |
| 2007 | 세르게이 붑카 존 폴 프루데로    | 네이선 힐리 얀 메르틀         | 4–6, 7–6(5), 10–6   |
| 2006 | 스콧 립스키 토드 위돔           | 로버트 켄드릭 세실 마밋       | 6–3, 6–7(2), 10–7   |
| 2005 | 폴 골드스타인 라지브 램         | 저스틴 짐멜스톱 웨슬리 무디   | 부전승              |
| 2004 | 산차이 라띠왓 손찻 라띠왓       | 이와부치 사토시 이와미 타스쿠 | 6–7(5), 7–6(1), 6–4 |
| 2003 | 마츠이 토시히데 오노다 미치히사 | 백승복 박승규                 | 6–1, 6–3            |

## 같이 보기
- 벼룩시장배 국제 남자 챌린저 테니스 대회
- 삼성증권배 국제 남자 챌린저 테니스 대회